# 법림
법림(法琳, 572년 ~ 640년)은 수당(隋唐)시대의 불교승이다. 영천군(潁川郡：허난성)에서 출생하여 어려서 출가하였다. 박학하여 특히 삼론(三論)에 정통하였는데 도술을 배워 도사로 전향하였다. 다시 불교에 귀의한 뒤로는 장안의 안제법사(安濟法寺)에 자리잡고 강설을 폈다. 621년(무덕 4년)에 부혁(傅奕)이 사원승니사태(寺院僧尼沙汰) 11조를 상주(上奏)하였을 때 즉시 상소를 올려 잘못을 지적하였다. 또한 이중향(李仲鄕)이 <십이구미론(十異九迷論)>, 유진희(劉進喜)가 <현정론(顯正論)>을 지어 불교를 비난하였을 때에 그는 <변정론(辯正論)> 8권을 지어 맹렬한 반론을 전개하였다. 당 태종은 칙명으로 종남산(終南山)의 대화궁(大和宮)을 용전사(龍田寺)로 바꾸고 그를 이 절의 주지로 삼았다. 파라파라가밀다라(波羅頗迦羅密多羅)의 역장(譯場)에서 필수철문(筆受綴文)에 종사하여 보성다라니경(寶星陀羅尼經)의 서(序)를 지었다. 도전승후(道前僧後)의 제도를 만들려고 하였을 때 즉시 항의하였으나 도사의 참언(讒言)을 받아 죄인으로 체포되어 가혹한 추궁을 받았다. 그러나 자기 주장을 굽히지 않고 200여 조목을 들어 반격함으로써 결국 사형을 모면하였다. 호법(護法)을 위하여 신명을 걸고 싸운 논객(論客)으로 알려졌다.

## 참고 문헌
- 이 문서에는 다음커뮤니케이션(현 카카오)에서 GFDL 또는 CC-SA 라이선스로 배포한 글로벌 세계대백과사전의 내용을 기초로 작성된 글이 포함되어 있습니다.